# Adèle Kamanga
Adèle Kasala Kamanga (Lubumbashi, 18 dicembre 1960) è un'ex cestista della Repubblica Democratica del Congo.

## Carriera
Ha disputato i Giochi olimpici di Atlanta 1996 e tre edizioni dei Campionati mondiali (1983, 1990, 1998).